# N44 (Niger)
Die N44 oder RN44 ist eine hochrangige Straße vom Typ Nationalstraße (französisch route nationale) in der Region Tahoua in Niger.

## Verlauf und Charakteristik
Die N44 ist insgesamt 32,3 Kilometer lang. Sie beginnt beim Gemeinde- und Departementshauptort Malbaza als Abzweigung von der N1. Sie führt durch das Dorf Kaoura Alassane und endet beim Dorf Dabnou, wo sie in die N29 mündet.
Es handelt sich bei der N44 durchgängig um eine einfache Erdstraße.